# فرودگاه لوک نایاک جایاپراکاش
فرودگاه لوک نایاک جایاپراکاش (به انگلیسی: Lok Nayak Jayaprakash Airport) (به زبان بومی: जयप्रकाश नारायण हवाई अड्डा) یک فرودگاه همگانی مسافربری با کد یاتا PAT است که یک باند فرود آسفالت دارد و طول باند آن ۱۹۵۴ متر است. این فرودگاه در شهر پتنا کشور هند قرار دارد و در ارتفاع ۵۲ متری از سطح دریا واقع شده است.